# كلود إل. هاريسون
كلود إل. هاريسون هو سياسي كندي، ولد في 20 سبتمبر 1886 في فيكتوريا في كندا، وتوفي بنفس المكان في 12 مارس 1986.